# HC Prievidza
HC Prievidza – słowacki klub hokejowy z siedzibą w Prievidzy.

## Historia
Dotychczasowe nazwy
- Baník Prievidza (1954-)
- TJ Banské Stavby Prievidza (1975-)
- Polygon Prievidza (1998-)
- HC Prievidza (2000-)
- MšHK Prievidza (2002-)
- MHC Prievidza (2010-)
- MšHK Bulldogs Prievidza (2014-)
- HC Prievidza (2015-)

## Sukcesy
- Srebrny medal 1. ligi słowackiej: 2004